# Mario & Sonic en los Juegos Olímpicos
Mario & Sonic at the Olympic Games, conocido en Japón como Mario & Sonic at the Beijing Olympics (マリオ&ソニック AT 北京オリンピック?), es un videojuego de deportes tipo crossover desarrollado por Sega Sports R&D Department de Sega Japón. Nintendo se encargó de su distribución en el territorio nipón, mientras que Sega hizo lo mismo, pero para Norteamérica, Europa y demás regiones. El juego cuenta con la licencia oficial del Comité Olímpico Internacional (COI) por medio del permiso exclusivo de International Sports Multimedia (ISM). Se trata del primer título en el que aparecen personajes de las franquicias protagonizadas por Mario y Sonic the Hedgehog. Su estreno se produjo en noviembre de 2007 para la videoconsola Wii, y en enero de 2008 para la versión portátil destinada a Nintendo DS; se lo considera el primer videojuego oficial de los Juegos Olímpicos de Pekín 2008.
Con tal de atraer el interés de los jóvenes en las Olimpiadas, Sega adoptó el ideal del COI respecto a promover el espíritu deportivo por medio de competiciones entre sus personajes. Eventualmente, solicitaron una licencia a Nintendo para poder incorporar a Mario y a otros de sus personajes, al considerar que eso añadiría una mayor competitividad al título. Hay que añadir que, a principios de los años 1990, la mascota de Sega (Sonic the Hedgehog) era el rival de Mario en la industria. Mario & Sonic at the Olympic Games contiene 24 eventos basados en los Juegos Olímpicos, en donde el jugador puede asumir el rol de algún personaje de Nintendo o de Sega para competir contra otros jugadores. Ya en el modo de juego, el usuario debe usar el Wiimote de una manera idéntica a como se practica en la vida real el deporte que esté jugando, como por ejemplo al oscilar una pala para emular un movimiento del pádel. Para la versión DS del juego, los controladores son el estilete y los botones de la portátil. En ambos juegos, las reglas y regulaciones son dadas de acuerdo al deporte específico del que se trate.
La crítica elogió el modo multijugador del juego para Wii así como la variedad de eventos en ambas versiones. No obstante, hubo opiniones negativas en cuanto a la dificultad en el uso del mando de Wii, y la nula interacción entre los jugadores para la contraparte portátil. En la Games Convention, celebrada en Leipzig, se le distinguió a la versión para Wii como el «Mejor juego de la consola en 2007». En total, Mario & Sonic ha vendido más de diez millones de copias en todo el mundo, y dio origen a una serie de videojuegos deportivos relacionados con los Juegos Olímpicos.

## Sistema de juego
Mario & Sonic at the Olympic Games contiene 24 eventos basados en los Juegos Olímpicos. En la consola Wii, se utilizan los mandos de detección del movimiento del Wiimote y del Nunchuk para controlar las acciones del personaje jugador. El usuario debe mover los controles de manera similar a como se practica, en la vida real, cada deporte ahí representado. Por ejemplo, para emular el lanzamiento de martillo se tiene que balancear el Wiimote, o para simular un arco y una flecha el Wiimote debe moverse hacia atrás e inclinar el Nunchuk. Si bien este último accesorio es necesario para todas las actividades relacionadas con el tiro al arco, su uso es opcional para la mayoría de los eventos del juego. Hay otras actividades que son físicamente más demandantes que otras, y entre ellas se incluyen cinco tipos de carreras que requieren mover con rapidez el controlador. Algunos detalles del sistema de juego son controlados por medio de la computadora. Por ejemplo, en el tenis de mesa, el movimiento del jugador es manipulado por la consola, mientras que el usuario solamente controla el balanceo de la raqueta. La versión de Mario & Sonic at the Olympic Games para Nintendo DS es idéntica en cuanto a diseño, aunque los eventos son menos demandantes físicamente que los de Wii. Así, en vez de mover con rapidez el controlador acorde a la actividad indicada, basta con tocar velozmente la pantalla táctil.
El título tiene como protagonistas a Mario y a Sonic, además de otros 14 personajes de ambas franquicias, que participan en escenarios basados en los escenarios oficiales donde se desarrollaron los Juegos Olímpicos de Pekín 2008. Estos lugares están estilizados para encajar con el estilo artístico futurista y caricaturesco de los videojuegos donde aparecen Sonic y Mario, respectivamente. Cada personaje tiene sus propias estadísticas que pueden significar una ventaja, o una desventaja también, según sea el evento a jugarse. Existen cuatro categorías en las que se enlistan a los personajes: completo, veloz, fuerte y hábil. La versión para Wii contiene a otros personajes tomados del canal Mii de la consola, que posibilita al jugador la opción de poder crear un Mii, es decir, un avatar personalizado, que puede ser importado en los juegos que soportan dicha funcionalidad. También existen personajes no jugadores que sirven como árbitros en ciertos eventos.
Ambas versiones de Mario & Sonic tienen tres modos similares de juego: «Modo circuito», «Partida individual» y «Modo misión». El primero es aquel donde los jugadores compiten por obtener la mayor puntuación total en una serie predeterminada de eventos, o en el propio diseño de circuito creado por el usuario. En una «Partida individual», puede competirse en cada evento de forma individual. Finalmente, el «Modo misión» es una opción de un solo jugador donde cada uno de los competidores tiene seis misiones específicas por personaje para completar, aunque las estadísticas de cada uno no están tan balanceadas como en el juego principal, lo cual dificulta más la conclusión de las misiones. Los primeros dos modos de la versión para Wii permiten que compitan de uno a tres jugadores adicionales de manera simultánea, mientras que su contraparte para DS posee una opción alternativa para el modo multijugador, titulada Versus Play. En la opción Versus Play, pueden competir hasta cuatro jugadores usando las capacidades de la portátil para los eventos del juego. La característica DS Download Play está disponible para aquellos que no tienen una copia individual de Mario & Sonic, aunque el número de deportes disponibles se limita a seis eventos, y no aparece el Modo circuito.
Tanto la versión para Wii como para DS poseen un modo de galería con breves resúmenes sobre las Olimpiadas reales. Hay cinco categorías de preguntas relacionadas con los juegos, que están organizadas por sucesos históricos y por atletas, cada una con minijuegos que, al ganarse, desbloquean la respuesta a las cuestiones presentadas. Igualmente, en esta sección se incluye parte de la música típica de ambas series de juegos (de Mario y de Sonic), aunque esta no puede reproducirse sino hasta que todos los niveles son completados en una cierta categoría. Asimismo, en las dos versiones hay sistemas de clasificación que utilizan la conexión Wi-Fi de Nintendo para mostrar los mejores tiempos y puntuaciones obtenidas en cada evento.

### Eventos
El juego incorpora eventos olímpicos reales en sus modos de Partida individual y Circuito. Estos siguen de cerca las reglas y regulaciones correspondientes para cada deporte en la vida real. Los tipos de eventos para Wii se clasifican como atletismo, gimnasia, disparos, tiro con arco, remo, deportes acuáticos, esgrima y tenis de mesa. Si bien algunos eventos pueden ser similares en su mecánica de juego, se aprecian diferencias en sus sistemas de juego. Por ejemplo, recibir un impulso de salida en la carrera de 100 m tiene una mayor importancia que en las carreras más largas para obtener la victoria, ya que esta acción no juega un papel importante para ganar las carreras de mayor distancia. En los eventos de relevo, como son el relevo atlético 4 x 100 m y el acuático de la misma distancia, los jugadores pueden armar sus equipos con cuatro personajes cualesquiera.
Además de estos eventos regulares, existen versiones alternativas de las Olimpiadas denominadas «Eventos de ensueño», donde el sistema de juego tiende a ser más exagerado que en los eventos normales. Estos acontecen en escenarios de anteriores juegos de Mario y Sonic, y también usan ítems previos de ambas series. Lo más recalcable es que pueden usarse habilidades especiales para cada personaje, además de que reproduce escenas en cámara lenta para darle un mayor dramatismo a un cierto segmento.
Aunque las versiones Wii y DS muestran los mismos eventos en su gran mayoría, cada versión tiene algunas actividades que no existen en la otra. Así, las carreras de relevo y remo son exclusivas de Wii, mientras que la de DS tiene ciclismo y cinco Eventos de ensueño (canotaje, boxeo, baloncesto, salto de longitud y tiro al plato).

## Producción
Mario & Sonic at the Olympic Games se convirtió en la segunda colaboración entre Nintendo y Sega. Una vez que Sega dejó de producir hardware para desarrollar software para cualquier plataforma en 2001, ambas compañías trabajaron en F-Zero GX, lo cual marcó el punto de partida de una alianza de negocios. El concepto para un crossover entre Sonic y Mario era un tema recurrente en las discusiones de Sega y Nintendo; los creadores de dichos personajes, Yuji Naka y Shigeru Miyamoto, respectivamente, discutieron el tema en privado en 2005. A pesar de ello, el proyecto no se llevó inmediatamente a cabo, ya que no había un concepto que le diera a ese juego «un signo de exclamación», como para que se produjera. La idea de un escenario olímpico se originó una vez que Sega obtuvo la licencia para las Olimpiadas de Pekín 2008, más o menos un año después. Esta última adoptó la misión del Comité Olímpico Internacional (COI) referente a promover un espíritu deportivo, por lo que quiso que los jóvenes se interesaran en los Juegos Olímpicos por medio de su nueva licencia. De esta forma, concibieron un juego de deportes donde aparecieran sus personajes que «los jóvenes aman y que son muy icónicos», en vez de crear una simulación más realista. Sega entonces le solicitó permiso a Nintendo para usar a Mario, con lo que sería la primera vez que Sonic y Mario aparecían en un mismo título. Nintendo aceptó y colaboró con Sega para ocuparse del control de calidad en el desarrollo del juego. Tanto Nintendo como Sega sintieron que el espíritu competitivo de los Juegos Olímpicos era una elección idónea para usar a sus personajes, que alguna vez habían rivalizado previamente.
El juego fue anunciado oficialmente en una conferencia de prensa el 28 de marzo de 2007 y debutó en el E3 de 2007. En el desarrollo participó primordialmente el equipo Sega Sports R&D Department de Sega Japón, bajo la supervisión de Miyamoto. Racjin y, según el sitio web IGN, TOSE, una desarrolladora conocida por evitar figurar en los créditos por sus trabajos, ayudaron también en la producción. Está oficialmente licenciado por el COI, a través de la licencia exclusiva International Sports Multimedia (ISM), por lo que es el primer juego oficial de las Olimpiadas de Pekín 2008. El presidente de Sega Europe dijo que, en un inicio, planeó algunos eventos como el judo, para personificar totalmente a las Olimpiadas. No obstante, el producto final omitió varios detalles, y entre ellos descartaron al citado deporte. La producción fue más rápida de lo planeado; en octubre de 2007, Sega anunció que el estreno de la versión Wii se adelantaba dos semanas respecto a la fecha tentativa, y que esta ya estaba para entonces en fase dorada de diseño. Debutó finalmente el 6 de noviembre de 2007 en Norteamérica, el 22 en Australasia y Japón, el 23 en Europa y no llegó a Corea hasta el año siguiente. La versión DS se estrenó el 17 de enero de 2008 en Japón, el 22 en Norteamérica, el 7 de febrero en Australasia, el 8 en Europa y el 26 de junio en Corea. En Japón, Nintendo se encargó de la distribución (bajo el nombre Mario & Sonic at the Beijing Olympics (マリオ&ソニック AT 北京オリンピック?)), mientras que Sega hizo lo mismo para Norteamérica, Europa y demás regiones.

## Recepción

### Comercial
Mario & Sonic at the Olympic Games tuvo éxito en ventas; en los primeros meses tras su lanzamiento, figuró como el juego más vendido para cualquier consola, en cuatro ocasiones independientes, en Reino Unido. En total, estuvo siete semanas así, incluyendo las dos primeras de su debut. La versión para Wii vendió medio millón de unidades en Reino Unido en esas siete semanas. Para junio de 2008, tanto el juego para Wii como el destinado a la portátil DS lograron una cifra conjunta de ventas de 1,2 millones de copias en Reino Unido, lo cual hizo que Sega planeara una nueva estrategia de mercadeo en ese país. Eventualmente, la cantidad total combinada de unidades vendidas ahí llegó a más de dos millones. De acuerdo a NPD Group, el juego para Wii se convirtió en uno de los diez más vendidos en diciembre de 2007 en Estados Unidos, donde se comercializaron 613 000 unidades tan solo ese mes. Jesse Divnich, analista de Electronic Entertainment Design and Research, comentó que esto era un ejemplo del rol que tiene una marca para determinar las ventas de un juego de Wii. De hecho, esta consola de Nintendo muestra que no necesariamente los juegos de mayor calidad son más exitosos, como ocurre con la Xbox 360, de Microsoft, o la PlayStation 3, de Sony. En su evaluación añadió: «Para el jugador casual y sociable, no importó el hecho de que el juego obtuviera una puntuación por debajo de 70 en Metacritic», ya que las marcas populares de Mario y de Sonic jugaron un papel importante en las ventas estadounidenses del título.
Hasta el 28 de diciembre de 2008, se habían vendido en Japón 594 157 unidades de Wii, y hasta el 27 de diciembre de 2009 un total de 383 655 copias de DS se habían comercializado, también en Japón. La versión portátil es uno de los 30 juegos más vendidos en Japón durante 2008. De forma similar, en Australia, pasó a ser el octavo juego con mayores ventas en ese mismo año, mientras que la versión para Wii ocupó el sitio número cuatro del correspondiente listado. En julio de 2008, Simon Jeffrey, presidente de Sega of America, anunció que Sega había vendido 10 millones de unidades del juego en todo el mundo, por lo que dejó entrever un interés de la empresa por volver a colaborar con Nintendo, en otro juego con los mismos personajes. Cabe añadirse que Mario & Sonic figura en el Libro Guinness de los récords de 2010, como el «Crossover de videojuegos más vendido», con un total de 7,09 millones de copias vendidas de la versión para Wii, y 4,22 millones adicionales de la versión para DS.

### Crítica

#### Anglosajona y de otros países
Si bien la versión para Wii fue reconocida como el «Mejor juego de la consola en 2007» en la Games Convention, en Leipzig, tuvo una recepción variada por parte de la crítica. El título para DS pasó por una situación similar. Una queja común era que Sega y Nintendo habían cometido un error al combinar a sus mascotas en un género distinto al que las había vuelto famosas (plataformas). En vez de eso, se las incorporó en un videojuego olímpico tipo party, un hecho que Tae Kim, de GamePro, señaló que había sido una «herramienta de mercadotecnia» para popularizar a los Juegos Olímpicos de 2008. Aunque elogiaron la interactividad multijugador de la versión Wii, algunos expertos concluyeron que el sistema de juego era poco profundo y, en cambio, contenía reglas e instrucciones complejas. GameTrailers comentó que, al carecer de «simplicidad y pulimento», solamente se concentra en tener a Mario y a Sonic como principales atracciones, a diferencia de otros juegos similares.
Aaron Thomas, de GameSpot, describió como «nada atractivos y, en ocasiones, frustrantes» a los controles de la versión para Wii, de manera similar a Morgan Webb, de X-Play, que calificó de «no intuitivo» al mando, además de comentar que los minijuegos requieren que el jugador «mueva su Wiimote frenéticamente, mientras presiona al mismo tiempo varios botones». Dan Hsu, de Electronic Gaming Monthly, coincidió con las anteriores críticas, al decir que los controles son complicados para un juego que debería ser «un título party exclusivamente de pick-up-and-play [esto es, un juego sin tantas reglas y cuyo desarrollo es más bien esporádico]». Tae Kim, de GamePro, señaló que los eventos eran «cortos y poco profundos» y, adicionalmente, hacían que el jugador se moviera con «el Wiimote y el Nunchuk en una dirección específica; por ejemplo, para las carreras, [deben moverlos] rápidamente hacía arriba y hacía abajo». Mark Bozon, de IGN, catalogó a Mario & Sonic como un éxito dado su valor en el sector del entretenimiento, que se derivó de la limitada variedad de competiciones existentes en el juego. No obstante, recalcó que los eventos dentro de una misma clasificación eran similares, tras afirmar que «cinco o seis [eventos] son casi idénticos». También consideró que sus objetivos de mayor complejidad en los Eventos de ensueño, un aspecto que valoró positivamente, eran parecidos a los de los juegos deportivos de Mario.
Sobre la versión para la consola portátil, se le calificó como «virtualmente similar» en cuanto a diseño al de su contraparte para Wii. Algunos críticos opinaron de manera distinta sobre los controles. Gerald Villoria, de GameSpy, dijo que las ventajas y desventajas entre ambas versiones las volvían igual de disfrutables. Andrew Fitch, de 1UP.com, garantizó que su sistema menos demandante físicamente volvía a esta versión más accesible para períodos largos de juego. En su evaluación, añadió que «casi en todos los casos, los eventos [son] mucho más disfrutables en la DS», dado el requisito de habilidades motoras corporales más simples para controlar a los personajes. A pesar de lo anterior, Ellie Gibson, de Eurogamer, notó que la poca demanda física reducía a su vez el ensimismamiento del jugador con Mario & Sonic. A esta opinión, se le sumó la de Craig Harris, de IGN, quien comentó: «mover rápidamente los controles de mando es mucho más desafiante que tocar con avidez la pantalla táctil».
Para ambas versiones, los críticos mostraron un mayor entusiasmo por la música mezclada de los juegos tradicionales de Nintendo y de Sega; Mark Bozon, de IGN, evaluó a las composiciones inspiradas en el tema olímpico como «un tanto genéricas». Para Robert Workman, de GameDaily, la musicalización de fondo era «en su mayor parte, olvidable», y Emily Balistrieri, de GamePro, añadió que para ella «la mayor parte de los temas musicales [no eran] muy interesantes». La mayoría de la prensa argumentó que la edición para Wii tenía texturas y animaciones mejor logradas que su contraparte; Iun Hockley, de N-Europe, comentó que cada personaje estaba «agradablemente» renderizado, y Thomas, de GameSpot, añadió que los gráficos resultan «frescos y coloridos». Comparados con los de Wii, los efectos visuales de la versión para DS son del mismo estilo, y sus gráficos están casi en el mismo nivel de diseño. Debido a la incapacidad para competir contra otros jugadores en línea, Harris catalogó al uso de la conexión Wi-Fi de Nintendo en la portátil como «una oportunidad perdida». Varios analistas, entre ellos Gibson así como James Orry, de Pro-G, señalaron que resulta incómoda la carga de los mejores tiempos y puntuaciones del juego. Aunque la versión de sobremesa también posee estadísticas en línea, carece de una competición directa entre los jugadores. Bozon, decepcionado con este aspecto, concluyó que, en ese caso, «las tablas de clasificación [tienen] sentido en un juego como este».

#### Hispanoamericana y española
El sitio web español MeriStation coincidió con algunas de las opiniones hechas por la crítica anglosajona. Más notablemente en el aspecto de que «parece que la incorporación de las mascotas de Nintendo y SEGA al juego es una campaña meramente publicitaria y no se les saca provecho», aunque resaltó que la adición de minijuegos con elementos clásicos de ambas franquicias era un concepto positivo. Para la versión portátil, señaló que hay ocasiones en que se requiere pulsar la pantalla táctil, por lo que «puede quedar bastante destrozada si no la cuidamos con un protector». No obstante, concluyó que el modo de juego era funcional y divertido. Respecto a la conectividad Wi-Fi, calificaron como «una auténtica lástima» que no contara con un modo multijugador y que solamente sirviera para subir las puntuaciones y mejores tiempos. Tuvo una reseña similar para la versión de Wii, donde juzgó negativamente que no hubiera «suficiente diferenciación en las habilidades de cada personaje», aunque elogió los gráficos y el material adicional. A su vez, el sitio web 3DJuegos, también de España, comentó en su reseña que el juego sí posee funcionalidades adecuadas en su versión para Wii, y que «es la manera más desenfadada de hacer deporte (también junto a nuestros amigos) mientras que nos divertimos con dos de los más grandes iconos que nos ha dado la historia de los videojuegos». Le dio una evaluación de 8/10. Vandal opinó que la calidad gráfica era inferior en comparación a otros juegos de las series, pero que resulta entretenido como juego para aquellos que son afines a los títulos deportivos o a las franquicias de Nintendo y Sega.

### Legado
En junio de 2008 comenzó a distribuirse un juego deportivo basado solamente en Sonic, Sonic at the Olympic Games, para teléfonos celulares. Desarrollado por AirPlay y publicado por Sega, contiene cinco eventos que están basados en los Juegos Olímpicos, y como personajes jugadores tiene a Sonic, Tails, Knuckles y Amy. El jugador puede controlar uno de los anteriores desde una perspectiva bidimensional, y su sistema de control consiste en la pulsación de un solo botón. El éxito en ventas de Mario & Sonic at the Olympic Games dio origen a una serie de videojuegos deportivos basados en los juegos de Verano y de de Invierno. Sean Ratcliffe, vicepresidente de mercadotecnia de Sega of America, reveló: «Pienso que el factor clave que decide el establecimiento de esta franquicia radica básicamente en el éxito. ¿Es exitoso el juego? ¿Están los consumidores felices con el resultado?». En octubre de 2009, debutó Mario & Sonic at the Olympic Winter Games, con motivo de los Juegos Invernales de Vancouver 2010. Al igual que su antecesor, está disponible para Wii y para Nintendo DS. Hasta el 31 de marzo de 2010, se comercializaron 6,53 millones de copias tan solo en Estados Unidos y Europa. En noviembre de 2011 y febrero de 2012, aparecieron en el mercado las versiones para Wii y Nintendo 3DS, respectivamente, de Mario & Sonic at the London 2012 Olympic Games, basado en los Juegos de Verano de Londres 2012. Hasta el 31 de marzo de 2012, se contabilizó un total combinado de 3,28 millones de copias vendidas de este último.